# Acanthophlebia
Acanthophlebia là một chi bướm đêm thuộc họ Cosmopterigidae. Tên chính xác là Clarkeophlebia, xem ở đây